# 坂巻清
坂巻 清（さかまき きよし、1941年3月 - ）は、日本の歴史学者、東北大学名誉教授。専門はイギリス社会経済史。東北大学経済学部教授、立正大学文学部史学科教授を歴任。
東京大学文学部西洋史学科卒。イギリス都市史、毛織物工業史、産業革命などについて研究。イギリスの近世期の都市が工業化、国民経済形成や近代社会成立に果たした役割について研究し、さらに産業革命がどのように開始されたかについても論じている。主要な研究は、中世から近世にわたる、ロンドンのギルドとリヴァリ・カンパニーの展開についての実証的な研究であり、ロンドンがイギリスの農村工業の発展に結びつき、全国的な規模で都市と農村を結合しつつ、国民経済形成の中心となったことを示した。また近世農村の毛織物工業や綿工業の実証的研究にも従事し、生産の中心地がイングランドの西部、東部、北部へと移行する中で、産業革命の開始に至るプロセスを明らかにした。さらには、イングランド・ウェールズにおける国家秩序形成とアソシエーション（自発的な社会的結合）の関係を、アソシエーションの法人化を中心に論じ、アソシエーションがその歴史の展開にもった積極的な役割を示した。2019年秋、瑞宝中綬章受章。

## 略歴
東京都生まれ。都立日比谷高等学校を経て、1964年東京大学文学部を卒業。1968年、同大学大学院人文科学研究科博士課程中退。
- 東京大学文学部助手（1968年－1971年）
- 東北大学経済学部助教授（1971年－1982年）
- 東北大学経済学部教授（1982年－2004年）
- 立正大学文学部教授（2004年－2011年）。
- 博士（文学、東京大学、1992年）。

## 著書
- 単著『イギリス・ギルド崩壊史の研究－都市史の底流－』（有斐閣、1987）
- 単著『イギリス毛織物工業の展開－産業革命への途－』（日本経済評論社、2009）
- 単著『イギリス近世の国家と都市ー王権・社団・アソシエーションー』（山川出版社、2016）
- 共著『地球環境の危機』（東北大学教育開放センター、1990）
- 共著『都市と共同体』上（名著出版、1991）
- 共著『巨大都市ロンドンの勃興』（刀水書房、1999）
- 共著『イギリス都市史研究－都市と地域－』（日本経済評論社、2004）
- 共著『都市論の現在』（文化書房博文社、2006）

## 訳書
- 共訳書（松塚俊三）、P.J.コーフィールド著『イギリス都市の衝撃1700－1800年』（三嶺書房、1989 ）